# Polymixia nobilis
Poisson à Barbe, Poisson chèvre robuste, Gros Barbudo
Espèce
Répartition géographique
Statut de conservation UICN

 LC  : Préoccupation mineure
 Juillet 2014
Polymixia nobilis, le Poisson à barbe, est une espèce de poissons marins de la famille des Polymixiidae.

## Systématique
L'espèce Polymixia nobilis a été décrite en 1836 par le biologiste britannique Richard Thomas Lowe (1802-1874).

## Distribution
Le Poisson à barbe vit principalement le long des côtes de l'océan Atlantique et de l'océan Indien, à des profondeurs comprises entre 100 et 770 m.

## Noms vernaculaires
En français Polymixia nobilis porte les noms communs suivants :
- Poisson à barbe ;
- Poisson chèvre robuste (appellation reconnue par la FAO ;
- Gros barbudo.

## Description
Polymixia nobilis est un poisson dont la taille moyenne est de 30 cm bien que certains spécimens atteignent la taille de 48 cm pour les plus grandes femelles, en moyenne plus grandes que les mâles de 1 à 2 cm. C'est un poisson à nageoires rayonnées, qui capture ses proies en les avalant. Il est donné pour avoir une espérance de vie de 14 ans.

### Proies
Les proies du Poisson à Barbe se regroupent en trois catégories, des crustacés du genre Plesionika, de petits poissons comme le Barbier commun et des jeunes céphalopodes comme la Pieuvre commune.

### Parasites
Les spécimens adultes sont victimes d'endoparasites comme Dinosoma polymixiae ou Pseudopecoelus japonicus.